# Конституционен референдум в Турция (2017)
Конституционният референдум през 2017 г. в Турция се провежда на 16 април 2017 г.
На референдум е поставен въпросът „анблок“ за одобрението на 18 изменения в конституцията на Турция, посредством които се променя формата на държавно управление на страната от парламентарна република в президентска република, като се премахва и поста на министър-председател, увеличава се броя на депутатите в Меджлиса и се реформира Висшия съвет на съдиите и прокурорите.
Председателят на Висшата избирателна комисия Сади Гювен обявява официалните резултати на 27 април 2017 г., като два дни по-късно Турция осъмва с блокиран достъп до Уикипедия.
Конституционният референдум е легитимен и валиден, като на него с „да“ гласуват 51,41% от избирателите, а с „не“ – 48,59%. На 3 ноември 2019 г., когато трябва да се състоят едновременно президентски и парламентарни избори в страната ще влязат в сила 15 от 18-те поправки. Останалите три – запазване на партийната принадлежност на президента, промени в ръководството на съдийската и прокурорската колегия и разтуряне на военните съдилища – влизат в сила веднага, т.е. от датата 16 април 2017 г., която дата е ден на юриста и конституцията в България. Бурса, която е столица на т.нар. български и балкански турци е единствена сред големите турски мегаполиси, която гласува с „да“ на конституционния референдум.
Конституционният референдум се предшества от сваляне на руски Су-24 в Сирия, опит за държавен преврат в Турция от юли 2016 г. и убийство на Андрей Карлов, зад които според Александър Дугин прозира дългата ръка на поддръжниците на Хилари Клинтън и държавната администрация на Барак Обама в Белия дом.